# The Roller
The Roller è il primo singolo ufficiale del gruppo rock inglese Beady Eye. Inserita nel disco di debutto Different Gear, Still Speeding, la canzone è stata diffusa il 7 gennaio 2011 dopo due singoli promozionali ed è stata pubblicata come singolo il 21 febbraio 2011.

## Lista tracce 7" (45 giri)
1. The Roller – 3:35 (testo: Gem Archer)
2. Two of a Kind

## Video
Il videoclip del brano è stato trasmesso in prima TV da Channel Four il 10 gennaio 2011. È stato registrato nel Cambridgeshire il 10 dicembre 2010.